# So Fresh (容祖兒歌曲)
〈So Fresh〉是香港歌手容祖兒與中國大陸歌手李斯丹妮合作的國語單曲，於2021年8月2日由英皇娛樂數位發行，該歌曲是容祖兒繼2018年國語專輯《答案之書》後發行的首支正式派台的國語作品。

## 背景與發行
繼「Pretty Crazy世界巡迴演唱會」香港、美國及歐洲共24場演出後，容祖兒先後發行粤語單曲〈東京人壽〉與〈煙花紀〉，前者登頂香港五大流行榜並累計奪得十星期冠軍，成為容祖兒繼2003年〈我的驕傲〉後香港派台單曲的最佳成績。2021年1月，容祖兒開始參加湖南衛視明星女團競演真人秀節目《乘風破浪的姐姐2》，相繼與那英、陳妍希等女星合作全季節目五場公演，其公演成績、個人喜愛度現場投票及網絡投票名次均穩居前列。2021年3月31日，容祖兒在微博直播中透露，今年會繼續以單曲形式陸續推出在赴內地工作前於香港同監製舒文已錄制完成的粵語作品，此外即將發行一首國語流行舞曲，該歌曲與一位自己欣賞的神秘歌手合作錄制，並於4月1日及2日於北京拍攝音樂錄影帶。2021年4月12日，容祖兒出席於上海舉辦的Dior 2021秋季成衣系列時裝秀，並於以復古迪斯可為主題的After Party表演改編為迪斯可曲風的〈Monica〉與〈Pretty Crazy〉。2021年7月27日，容祖兒於社交媒體公開新歌線索海報，其中展現一台打亂字母次序的鍵盤（含新歌歌名及兩位演唱者英文名）。2021年7月29日，容祖兒於社交媒體公開音樂錄影帶預告片，並宣佈將於8月2日上午10時在數位音樂平台正式發行。

## 創作與製作
於中國大陸工作期間，容祖兒與曾參加首季《乘風破浪的姐姐》的內地女歌手李斯丹妮相識，並決定合作歌曲。該歌曲為容祖兒繼2018年與香港女子組合Twins合作的廣告歌《全副舞裝》後推出的第一支女性合作單曲，亦成為其至今唯一一首女歌手合作的正式派台歌。

## 音樂錄影帶
歌曲的音樂錄影帶於8月2日上午10時與數位單曲同步上線，與前作《煙花紀》音樂錄影帶導演李璇再次合作。

## 曲目
| 曲序 | 曲目                           |        | 作曲                                                    | 编曲   | 製作人 | 时长 |
| ---- | ------------------------------ | ------ | ------------------------------------------------------- | ------ | ------ | ---- |
| 1.   | So Fresh（featuring Dany Lee） | 諶彥兮 | Braddon Williams Greg Agar Lachlan West Arielle Ackford | 程天禹 | 程天禹 | 3:37 |

## 參與名單
人員名單來自QQ音樂《So Fresh》簡介。
- 中文填詞/Rap設計：諶彥兮JC
- 配唱製作人：楊炅翰
- 吉他：胡閣、高漠伊
- 合音：路默依、楊炅翰
- 錄音師：徐志明、李聰碩 @ 顧瀟予工作室
- 混音師：徐志明
- 母帶處理：徐志明
- OP：Metrum Entertainment Limited admin by Kobalt Music Publishing Asia Ltd.、EEG Music Publishing Limited

## 榜單表現
| \| 電台與電視台 \| 音樂節目名稱 \| 入榜歌曲 \| \| 電台與電視台 \| 音樂節目名稱 \| <So Fresh> \| \| ------------------------------- \| ----------------- \| ---------- \| \| 叱咤903 \| 903專業推介 \| - \| \| 香港電台第二台 \| 中文歌曲龍虎榜 \| - \| \| 新城知訊台 \| 新城勁爆流行榜 \| 3[12] \| \| 翡翠台 \| 勁歌金曲 \| - \| \| ViuTV \| Chill Club 推介榜 \| - \| \| - 「-」未有上榜 - 「*」：上榜中 \| \| \| |                   |            |
| 電台與電視台 | 音樂節目名稱      | 入榜歌曲   |
| 電台與電視台 | 音樂節目名稱      | <So Fresh> |
| 叱咤903 | 903專業推介       | -          |
| 香港電台第二台 | 中文歌曲龍虎榜    | -          |
| 新城知訊台 | 新城勁爆流行榜    | 3          |
| 翡翠台 | 勁歌金曲          | -          |
| ViuTV | Chill Club 推介榜 | -          |
| - 「-」未有上榜 - 「*」：上榜中 |                   |            |